# Hector de Saint-Denys Garneau
Hector de Saint-Denys Garneau, nascido em Montreal, 13 de junho de 1912, morto em Ste-Catherine-de-Fossambault, 24 de outubro de 1943, ambas na província do Quebec, foi um poeta, pintor e músico canadense de idioma francês, atualmente considerado o primeiro poeta verdadeiramente moderno da literatura quebequense.

## Vida ignorada e renome póstumo
Filho de uma família de classe média, tendo entre seus ascendentes e parentes intelectuais e artistas famosos em seu país, Saint-Denys Garneau cursou belas-artes em Montreal, tendo interrompido seus estudos em 1934 em função de um problema cardíaco. Por três anos dedicou-se à poesia, mas também à música e à pintura, associado a um grupo de intelectuais católicos que editaram a revista vanguardista La Relève, da qual foi co-fundador.
Sua única obra publicada, no ano de 1937, uma coletânea de poemas escritos no anos 30 e chamada Regards et jeux dans l'espace (Olhares e jogos no espaço), causou-lhe a decepção de uma má recepção e de ser totalmente ignorada, estimulando no poeta um sentimento de ser "um eterno impostor".
Retirou-se para a reclusão do solar de família em Ste-Catherine-de-Fossambault, perto da Cidade de Québec, onde morre em 1943, provavelmente de um ataque cardíaco, quando remava sozinho em uma canoa.
Poemas posteriores de Saint-Denys Garneau foram publicados pelo editor Robert Élie em 1949, bem como alguns outros poemas dispersos divulgados por amigos e familiares, ou descobertos por pesquisadores.
Alguns dos seus poemas foram traduzidos por sua prima, a poeta e prosadora Anne Hébert, e uma primeira edição de suas obras completas traduzida ao inglês foi publicada em 1962.
Sendo o único livro de sua autoria publicado durante a vida do autor descoberto de fato por estudiosos somente nos anos de 1960, Saint-Denys Garneau tornou-se um mito que passou a encarnar o destino de um povo e de uma época.

## A poética
Autor de poemas radicais em sua forma em relação à escrita dos outros poetas canadenses da época, Saint-Denys Garneau escreveu linhas não rimadas de variados metros, praticamente não usava pontuação e praticava uma sintaxe fragmentada, preservando, no entanto, o ritmo. Igualmente original nos temas abordados, sua poesia representava a aventura espiritual do poeta, a natureza da criação artística e a busca da pureza, tratatando tais temas com um certo distanciamento irônico.
Os seus poemas herméticos, suas "correspondências" intelectuais, objetivas, e a procura frenética do seu cotidiano fazem de Sant-Denys Garneau um autor único na história intelectual do Québec e o seu primeiro poeta próximo do vanguardismo europeu.

## Obras[4]
- Regards et jeux dans l'espace (1937);
- Poésies complètes—Regards et jeux dans l'espace, Les solitudes (1949);
- Complete poems of Hector de Saint-Denys Garneau (1962), tradução ao inglês por John Glassco;
- Mémorial: inédits de Saint-Denys Garneau, de parents et d'amis (1996);
- Recueil de poésies: inédit de 1928 (2002).